# جامع عبد الرحمن الشمري
جامع عبد الرحمن الشمري، وهو من مساجد العراق التاريخية الأثرية، ويقع في محلة الحسيناوية التابعة إلى قضاء الناصرية في محافظة ذي قار، ولقد بني في عام 1278هـ/1861م على نفقة عبد الوهاب مرشد الشمري، وتم تعميره عدة مرات وكان آخرها عام 1405هـ/1985م من قبل الشيخ خليل الحباب، ويعد الجامع من المساجد الأثرية والقديمة في محلة الحسيناوية.
وتبلغ مساحتهُ الكلية حوالي 400م2 تقريباً، بينما تبلغ مساحة الحرم 300م2، ويتسع لأكثر من 450 مصل، ولكن لا يتجاوز عدد المصلين أكثر من 300 مصل في صلاة الجمعة، بينما في الفروض اليومية يتراوح بين 30 - 40 مصل، وله باب مصنوع من الحديد كتب فوقها على لوح من الخشب اسم الجامع وتاريخ بناؤه عام 1278هـ، (ولكن التاريخ الميلادي كتب خطأ 1857م)، وليس فيه منارة، ويحتوي الجامع على غرفة للامام والخطيب وقاعة كبيرة للمناسبات الدينية، وتقام فيه صلاة الجمعة وصلاة العيدين والصلوات الخمس، بالإضافة لاقامة دورات حفظ القرآن في العطلة الصيفية للطلاب، حيث يتخرج من الجامع قرابة عشرون طالب كل عام من مختلف الأعمار، إذ يتم تحفيظهم أجزاء من القرآن، بالإضافة إلى بعض الأمور الفقهية والآداب الإسلامية.
ولقد ذكر إن الأئمة الذين تعاقبوا على منصب الإمامة فيه هم:
- عبد الوهاب الراشد.
- إبراهيم عبد الوهاب.
- جميل إبراهيم عبد الوهاب.
- مبارك سند.
- احمد عبد الجبار.